# علم النفس التطبيقي
علم النفس التطبيقي هو استخدام الأساليب النفسية ونتائج علم النفس العلمي لحل المشكلات العملية المتعلقة بسلوك الإنسان والحيوان وتجاربهما. علم النفس التربوي والتنظيمي، وإدارة الأعمال، والقانون، والصحة، وتصميم المنتجات، والهندسة البشرية، وعلم النفس السلوكي، وعلم نفس التحفيز، والتحليل النفسي، وعلم النفس العصبي، والطب النفسي، والصحة النفسية، هي بعض المجالات التي تأثرت بتطبيق المبادئ النفسية والنتائج العلمية. تشمل بعض مجالات علم النفس التطبيقي علم النفس الإرشادي، وعلم النفس الصناعي والتنظيمي، وعلم النفس الهندسي، وعلم النفس الصحي المهني، وعلم النفس القانوني، وعلم النفس المدرسي، وعلم النفس الرياضي، وعلم نفس الجماعة، وعلم النفس العصبي، وعلم النفس الطبي وعلم النفس السريري، وعلم النفس التطوري، والهندسة البشرية، وعلم النفس الشرعي، وعلم النفس المروري. بالإضافة إلى ذلك، يضم عدد من المجالات المتخصصة في المجال العام لعلم النفس فروعًا تطبيقية (مثل علم النفس الاجتماعي التطبيقي، وعلم النفس المعرفي التطبيقي). ومع ذلك، غالبًا ما تكون الخطوط الفاصلة بين التخصصات الفرعية والفئات الرئيسية لعلم النفس التطبيقي مختلطة، أو غير واضحة في بعض الحالات.
على سبيل المثال، قد يستخدم عالم نفس العوامل البشرية نظرية علم النفس المعرفي. يمكن وصف هذا بعلم نفس العامل البشري أو علم النفس المعرفي التطبيقي. عند استخدام علم النفس التطبيقي في علاج الاضطرابات السلوكية، تُجرى العديد من المناهج التجريبية لمحاولة علاج الفرد. ويوجد هذا النوع من علم النفس في العديد من الفروع الفرعية لمجالات علم النفس الأخرى.

## التاريخ
كان هوجو مونستربرغ مؤسس علم النفس التطبيقي. جاء إلى أمريكا (هارفارد) من ألمانيا (برلين، مختبر شتيرن)، بدعوة من ويليام جيمس، ومثل العديد من علماء النفس الطموحين خلال أواخر القرن التاسع عشر، درس الفلسفة في الأصل. كان لدى مونستربرغ العديد من الاهتمامات في مجال علم النفس مثل علم النفس الهادف وعلم النفس الاجتماعي وعلم النفس الجنائي. يُنسب إلى هوجو مونستربرغ أنه كان من أوائل الأشخاص الذين بحثوا في مجال علم النفس التطبيقي. ذهب إلى جامعة لايبزيغ في ألمانيا وحصل على درجة الدكتوراه في الطب. افتتح عيادة علم النفس الثانية في ألمانيا عام 1891 حيث واصل أبحاثه. في عام 1907 كتب العديد من المقالات في المجلات حول الجوانب القانونية للشهادة والاعترافات وإجراءات قاعة المحكمة، والتي تطورت في النهاية إلى كتابه، على منصة الشهود. في العام التالي تم ضم قسم علم النفس التطبيقي إلى مختبر علم النفس بجامعة هارفارد. في غضون 9 سنوات، ساهم بثمانية كتب باللغة الإنجليزية، مطبقًا علم النفس على التعليم والكفاءة الصناعية والأعمال والتدريس. في نهاية المطاف، سيُعرف هوجو مونستربرغ ومساهماته بأنه مبتكر علم النفس التطبيقي. في عام 1920، تأسست الجمعية الدولية لعلم النفس التطبيقي (IAAP)، كأول جمعية علمية دولية في مجال علم النفس.
عمل معظم علماء النفس المحترفين في الولايات المتحدة في بيئة أكاديمية حتى الحرب العالمية الثانية. ولكن خلال الحرب، وظفت القوات المسلحة ومكتب الخدمات الاستراتيجية علماء النفس بأعداد كبيرة للعمل على قضايا مثل معنويات القوات وتصميم الدعاية. بعد الحرب، وجد علماء النفس مجموعة متزايدة من الوظائف خارج الأكاديمية. منذ عام 1970، تضاعف عدد خريجي الجامعات الحاصلين على درجات علمية في علم النفس بأكثر من الضعف، من 33679 إلى 76671 في عام 2002. كما زادت الأعداد السنوية لدرجات الماجستير والدكتوراه بشكل كبير خلال نفس الفترة. في غضون ذلك، ظلت الدرجات العلمية في مجالات الاقتصاد وعلم الاجتماع والعلوم السياسية ذات الصلة ثابتة.
نظمت المنظمات المهنية فعاليات واجتماعات خاصة للترويج لفكرة علم النفس التطبيقي. في عام 1990، عقدت جمعية علم النفس الأمريكية مؤتمر قمة العلوم السلوكية، وأنشأت "مبادرة رأس المال البشري"، التي شملت المدارس، وإنتاجية العمل، والمخدرات، والعنف، وصحة المجتمع. وأعلنت الجمعية الأمريكية لعلم النفس الفترة 2000-2010 عقد السلوك، بنطاق واسع مماثل. وتُعتبر الأساليب النفسية قابلة للتطبيق على جميع جوانب الحياة البشرية والمجتمع.

## الاستخدامات
لعلم النفس التطبيقي استخدامات عديدة، ويمكن اعتباره فرعًا من فروع علم النفس الأخرى. وقد استُخدم في تدريس علم النفس لتركيزه على النتائج العلمية وكيفية استخدامها لنقل السلوك. يعمل العديد من مستخدمي علم النفس التطبيقي في مجالات التدريس، والصناعة، والطب، والاستشارات. تتعمق موسوعة علم النفس التطبيقي في الأقسام الفرعية العديدة المستخدمة في هذا المجال، وتشرح بمزيد من التفصيل الإجراءات المتبعة في كل قطاع من القطاعات المعنية.